# Piece of Mind
Piece of Mind četvrti je studijski album heavy metal sastava Iron Maiden. Originalnu inačicu je 1983. godine objavio Capitol Records u Americi, kasnije su ga ponovno objavili izdavači Sanctuary i Columbia Records, dok je EMI izdao album u svim ostalim državama. To je prvi album na kojem se nalazi novi bubnjar Nicko McBrain. 

## Tematika
Lirički, velika većina albuma pokazuje veliko zanimanje benda za književna djela, povijest i filmove. "Where Eagles Dare" je napisana na osnovu istoimenog filma, "Flight of Icarus" je inspiriran mitom o Dedalu i Ikaru (iako ponešto izmijenjen), "The Trooper" pjesmom Juriš lake konjice (prema događaju u Krimskom ratu), "Still Life" pričom The Inhabitant of the Lake Ramseya Campbella, "Quest for Fire" istoimenim filmom, "Sun and Steel" istoimenim esejem Yukio Mishime, a pjesma "To Tame A Land" je napisana na osnovu romana Franka Herberta Dina. Gilbert Keith Chesterton i Aleister Crowley su inspirirali pjesmu "Revelations", a "Die With Your Boots On" je jedina pjesma koja nije bazirana na umjetničkom dijelu ili povijesnoj ličnosti nego ona govori o lažnim prorocima koji proriču smak svijeta.
Ovo je prvi album Iron Maidena koji nije imenovan po pjesmi na albumu (no fraza "piece of mind" se pojavljuje u šestoj pjesmi "Still Life"). U najranijoj fazi album je nazvan Food For Thought, ali je ime promijenjeno kako bi se prilagodilo artworku albuma. 

## Popis pjesama
| 1.    | »Where Eagles Dare«      | Steve Harris             | 6:13 |
| 2.    | »Revelations«            | Bruce Dickinson          | 6:48 |
| 3.    | »Flight of Icarus«       | Adrian Smith, Dickinson  | 3:51 |
| 4.    | »Die with Your Boots On« | Smith, Dickinson, Harris | 5:26 |
| 5.    | »The Trooper«            | Harris                   | 4:12 |
| 6.    | »Still Life«             | Dave Murray, Harris      | 4:57 |
| 7.    | »Quest for Fire«         | Harris                   | 3:42 |
| 8.    | »Sun and Steel«          | Dickinson, Smith         | 3:27 |
| 9.    | »To Tame a Land«         | Harris                   | 7:25 |
| 46:01 |                          |                          |      |

## Zasluge
| Iron Maiden - Bruce Dickinson – vokali, dizajn - Dave Murray – gitara, dizajn - Adrian Smith – gitara, dizajn - Steve Harris – bas-gitara, dizajn - Nicko McBrain – bubnjevi, dizajn | Ostalo osoblje - Derek "Dr. Death" Riggs — naslovnica - Ross Halfin — fotografija - Robert Ellis — fotografija - Simon Fowler — fotografija - Denis Haliburton — inženjer zvuka - Frank Gibson — inženjer zvuka - Bruce Buchhalter — miksanje - Martin "Marvin" Birch — produkcija, inženjer zvuka, miksanje |

## Top ljestvice

### Album
| Godina | Ljestvica               | Pozicija |
| ------ | ----------------------- | -------- |
| 1983.  | UK Top Ljestvica Albuma | #3       |
| 1983.  | Billboard Pop Albumi    | #14      |
| 1983.  | Billboard Hot 200       | #70      |

### Singlovi
| Godina | Singl              | Ljestvica                  | Pozicija |
| ------ | ------------------ | -------------------------- | -------- |
| 1983.  | "Flight of Icarus" | UK Top 50 Singlova         | #11      |
| 1983.  | "Flight of Icarus" | SAD Mainstream Rock Tracks | #8       |
| 1983.  | "The Trooper"      | UK Top 50 Singlova         | #12      |
| 1983.  | "The Trooper"      | SAD Mainstream Rock Tracks | #28      |